# Valvasone Arzene
Die Gemeinde Valvasone Arzene (furlanisch Volesòn Dàrzin) wurde am 1. Januar 2015 durch Zusammenlegung der bis dahin eigenständigen Gemeinden Valvasone und Arzene geschaffen. Sie liegt in Nordost-Italien in der Region Friaul-Julisch Venetien östlich von Pordenone. Auf dem Gebiet von Valvasone Arzene lebten am 31. Dezember 2023 3960 Einwohner. Erster Bürgermeister der neuen Gemeinde wurde Markus Maurmair.
Valvasone Arzene ist Mitglied der Vereinigung I borghi più belli d’Italia (Die schönsten Orte Italiens).

## Geografie
Die Gemeinde liegt in der Venezianischen Tiefebene auf 46 bis 79 m Meereshöhe (im Mittel 59 m über dem Meer) und umfasst ein Gemeindegebiet von knapp 30 km². Sie hat neben den größeren Orten Arzene, San Lorenzo und Valvasone neun weitere Ortschaften und Weiler: Casamatta, Fornasini, Grava, Majaroff, Ponte Delizia, Pozzodipinto, San Gaetano, Sassonia, Tabina und Torricella.

## Nachbargemeinden
Nachbargemeinden sind Casarsa della Delizia, Codroipo, San Giorgio della Richinvelda, San Martino al Tagliamento, San Vito al Tagliamento, Sedegliano und Zoppola.

## Söhne und Töchter der Gemeinde
- in San Lorenzo: Harry Bertoia (1915–1978), US-amerikanischer Bildhauer und Möbeldesigner

## Weblinks

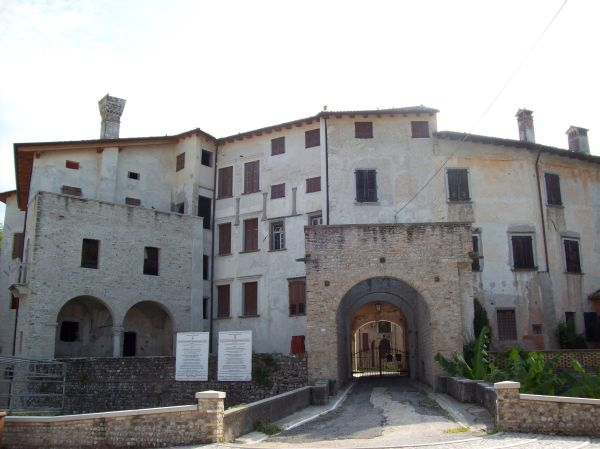
Valvasone, Il Castello